# Fairfield (condado de Somerset)
Fairfield es un lugar designado por el censo ubicado en el condado de Somerset en el estado estadounidense de Maine. En el Censo de 2010 tenía una población de 2.638 habitantes y una densidad poblacional de 556,58 personas por km².

## Geografía
Fairfield se encuentra ubicado en las coordenadas 44°35′21″N 69°36′24″O / 44.58917, -69.60667. Según la Oficina del Censo de los Estados Unidos, Fairfield tiene una superficie total de 4.74 km², de la cual 4.74 km² corresponden a tierra firme y (0%) 0 km² es agua.

## Demografía
Según el censo de 2010, había 2.638 personas residiendo en Fairfield. La densidad de población era de 556,58 hab./km². De los 2.638 habitantes, Fairfield estaba compuesto por el 96.74% blancos, el 0.8% eran afroamericanos, el 0.49% eran amerindios, el 0.42% eran asiáticos, el 0.08% eran isleños del Pacífico, el 0.04% eran de otras razas y el 1.44% pertenecían a dos o más razas. Del total de la población el 0.3% eran hispanos o latinos de cualquier raza.